# مایکل جیستن
مایکل جیستن (انگلیسی: Michael Jayston؛ ۲۹ اکتبر ۱۹۳۵ – ۵ فوریهٔ ۲۰۲۴) یک هنرپیشه، و سیاح اهل بریتانیا بود. وی بین سال‌های ۱۹۶۲ تا ۲۰۲۴ میلادی مشغول فعالیت بود.
از فیلم‌ها یا برنامه‌های تلویزیونی که وی در آن نقش داشته‌است می‌توان به نیکلاس و الکساندرا اشاره کرد.